# 800 до н. е.

## Події
Після поразки від ассирійців у Вавилонії настав період анархії.
Амасія, цар Юдеї. Війни з Едомом та Ізраїлем.
Цар Урарту Менуа захопив державу Мана (Південний Азербайджан) і зробив його васальним царством. Аза, цар Мани.
Агесилай І, цар Спарти. При ньому прийняті закони Лікурга.